# Церковь Святого Николая (Баку)
Церковь Святого Николая — в Баку, несохранившаяся православная церковь. Находилась в Старом городе (Ичери-шехер).

## История
Строительство церкви Святого Николая началось в марте 1850 года. Для строительства был выбран участок в начале улиц Бёюк Гала и Кичик Гала у Шемахинских ворот. Проект церкви в греко-византийском стиле выполнил архитектор Белов, строительством занимались греки Семён Гитера и Харалампий Палистов.  
Высота оконченной в 1858 году постройки составила 45 м. Церковь была освящена в честь святого Николая Мирликийского.
Главный четырехъярусный деревянный, увенчанный изображением Голгофы, иконостас в 1853 году был выполнен М. Г. Паниным.

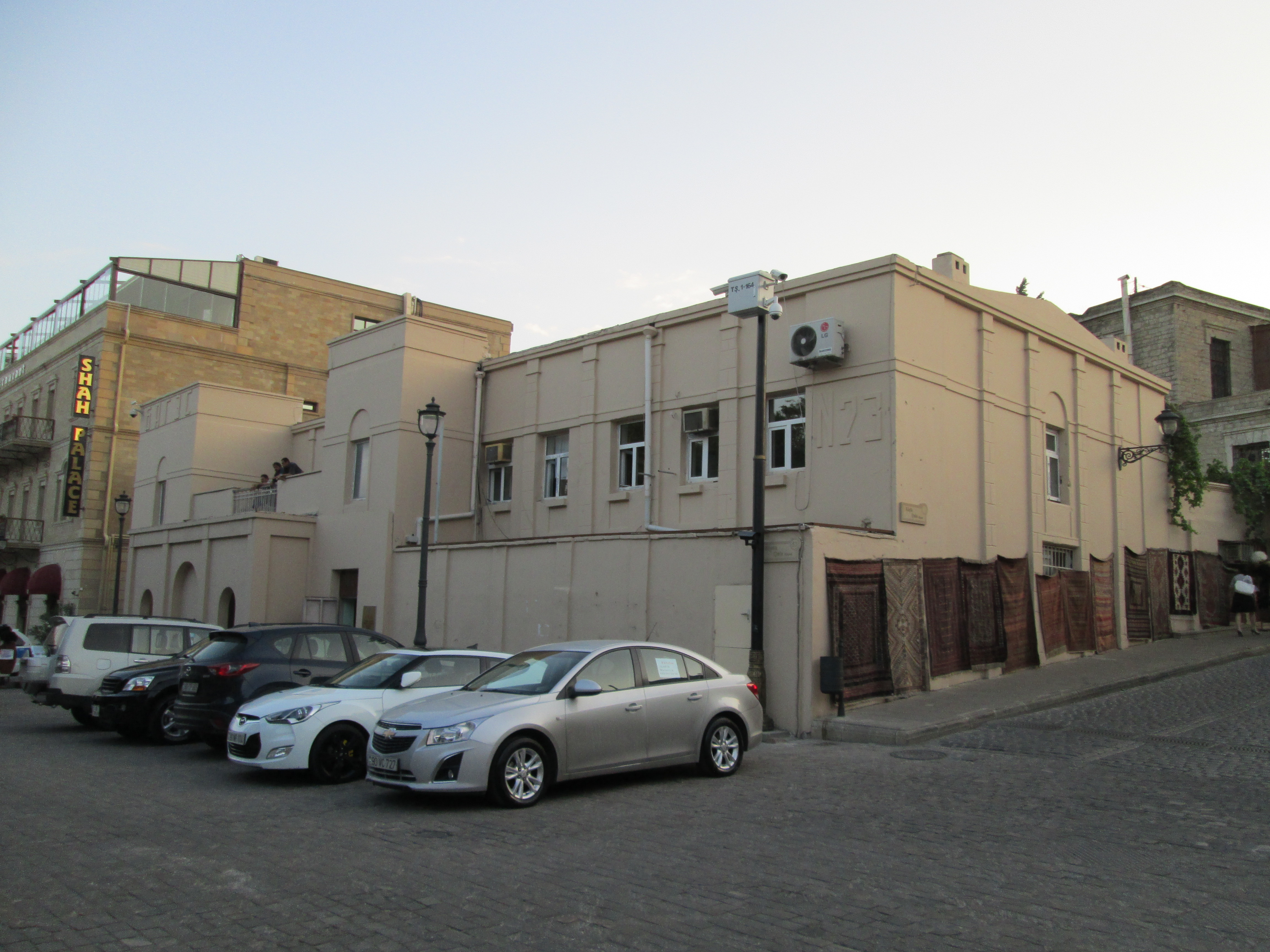
Частично сохранившееся здание церкви Св. Николая. Фото 2015 года

В 1930 году церковь была частично разрушена и приспособлена под гражданские нужды.